# James Jefferson Britt

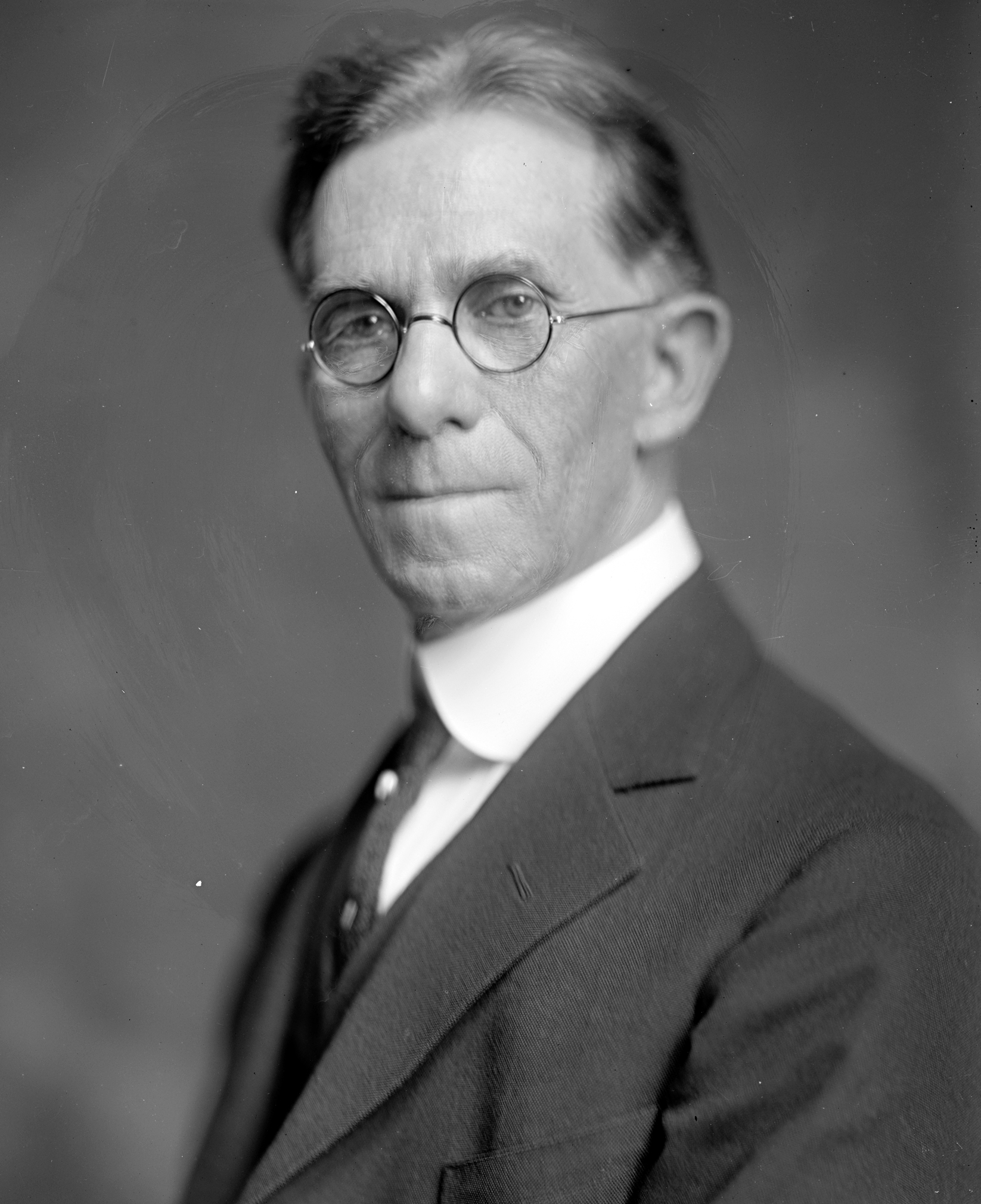
James Jefferson Britt

James Jefferson Britt (* 4. März 1861 im Unicoi County, Tennessee; † 26. Dezember 1939 in Asheville, North Carolina) war ein US-amerikanischer Politiker. Zwischen 1915 und 1917 sowie nochmals im März 1919 vertrat er den Bundesstaat North Carolina im US-Repräsentantenhaus.

## Werdegang
James Britt besuchte die öffentlichen Schulen seiner Heimat. Zeitweise genoss er auch eine private Ausbildung; danach arbeitete er im Schuldienst. Zwischen 1886 und 1893 leitete er die Burnsville Academy in North Carolina. In den Jahren 1894 bis 1896 war er Schulrat im Mitchell County. Damals leitete er auch die Bowman Academy in Bakersville. Zwischen 1896 und 1899 war Britt für die Steuerbehörde in Asheville tätig. Nach einem Jurastudium an der University of North Carolina in Chapel Hill und seiner im Jahr 1900 erfolgten Zulassung als Rechtsanwalt begann er in Asheville in diesem Beruf zu arbeiten.
Politisch war Britt Mitglied der Republikanischen Partei. Im Jahr 1904 war er Delegierter zur Republican National Convention in Chicago, auf der Präsident Theodore Roosevelt zur Wiederwahl nominiert wurde. Zwei Jahre später, 1906, kandidierte er noch erfolglos für den Kongress. In den Jahren 1906 und 1907 amtierte Britt als stellvertretender Bundesstaatsanwalt. Von 1909 bis 1911 saß er im Senat von North Carolina. In den Jahren 1909 und 1910 arbeitete er zunächst für das US-Postministerium und danach für das Justizministerium. Danach fungierte er bis 1913 als Third Assistant Postmaster General im Postministerium.
Bei den Kongresswahlen des Jahres 1914 wurde Britt im zehnten Wahlbezirk von North Carolina in das US-Repräsentantenhaus in Washington, D.C. gewählt, wo er am 4. März 1915 die Nachfolge von James M. Gudger antrat. Da er im Jahr 1916 dem Demokraten Zebulon Weaver unterlag, konnte er bis zum 3. März 1917 nur eine Legislaturperiode im Kongress absolvieren. Britt legte gegen den Wahlausgang Beschwerde ein, der allerdings erst am 1. März 1919 – zwei Tage vor dem Ende der Legislaturperiode – stattgegeben wurde. Damit war er zwischen dem 1. und dem 3. März 1919 noch einmal Abgeordneter für den zehnten Distrikt seines Staates. Im Jahr 1918 bewarb er sich erfolglos um seinen Verbleib im Kongress.
Nach seinem Ausscheiden aus dem US-Repräsentantenhaus praktizierte Britt wieder als Anwalt. Zwischen 1922 und 1932 arbeitete er für das Bureau of Prohibition, eine Behörde des Finanzministeriums. Im Jahr 1926 bewarb er sich erfolglos um die Stelle des Chief Justice am North Carolina Supreme Court. James Britt starb am 26. Dezember 1939 in Asheville, wo er auch beigesetzt wurde. Er war mit Mary J. Mosley (1863–1915) verheiratet, mit der er fünf Kinder hatte.